# Abraham Verduzco
Abraham Verduzco, född 20 juni 1984 i East Los Angeles, Kalifornien, är en amerikansk barnskådespelare som är mest känd från sin roll i filmen Desperado.

## Filmografi, i urval
- 1995 – Desperado
- 1996 – Solo
- 1998 – Break Up